# Rwandas befrielsearmé
Rwandas befrielsearmé, l'Armée de Libération du Rwanda (ALiR), hutumilis bildad av män ur den krossade Demokratisk samling för Rwanda (RDR).
ALiR opererade under Andra Kongokriget i östra delarna av Kongo-Kinshasa där de bekämpade styrkor som var allierade med Rwanda och Uganda. 
År 2000 fick ALiR samman med andra huturebeller, baserade i Kinshasa och bildade de Demokratiska styrkorna för Rwandas befrielse (FDLR). 